# مجلة التغذية الدورية
مجلة التغذية الدوربة هي مجلة طبية شهرية تتم مراجعتها من قبل المتخثصين تغطي علوم التغذية تأسست عام 1985 تحت اسم Nutrition International ، وحصلت على اسمها الحالي في عام 1987.   تم نشره من قبل Elsevier ورئيس التحرير هو Alessandro Laviano ( جامعة Sapienza في روما ).

## الاستخلاص والفهرسة
المجلة مهتمدة مفهرسة في:
- سينهل
- المحتويات الحالية / علوم الحياة
- ميدلاين
- الفهرس الطبي
- امبيس
- ملخصات علوم وتكنولوجيا الأغذية
- Referativnyi Zhurnal (الأكاديمية الروسية للعلوم)
- البحث
- ملخصات CAB
- سكوبس

وفقًا لتقارير Journal Citation Reports ، فإن عامل التأثير للمجلة لعام 2016 يبلغ 3.42. 

## الروابط الخارجية
- الموقع الرسمي